# Alex D. Linz
Alexander David Linz (Santa Bárbara, California, 3 de enero de 1989) es un exactor estadounidense que protagonizó varias películas y programas de televisión de finales de los 90 y principios de 2000 como actor infantil. Sus papeles cinematográficos incluyen Home Alone 3 (1997) y Max Keeble's Big Move (2001). De 1998 a 2001, Linz proporcionó la voz de Franklin, un niño en la serie de acción en vivo / animada The Wacky Adventures de Ronald McDonald.

## Infancia
Linz nació en Santa Bárbara, California, el hijo de Deborah Baltaxe, un abogado, y el Dr. Daniel Linz, profesor de Comunicación en la Universidad de California, Santa Bárbara. Sus padres están divorciados, y él vivía con su madre. Él tiene dos hermanas más jóvenes llamadas Lily Alice y Livia. Linz tuvo una ceremonia de Bar Mitzvah. Asistió a la preparatoria Alexander Hamilton en Los Ángeles y se graduó de la Universidad de California, en Berkeley, donde fue miembro del grupo de comedia de improvisación y dibujo, Jericho!. En el pasado, Linz fue instructor principal de ciencia en Galileo Learning, pasante de programas para peatones en la ciudad de Los Ángeles, pasante del departamento de estrategia y planificación en Metrolink, e investigador legal de Smith & Baltaxe, LLP.

## Carrera
Linz hizo su debut como actor en 1995 en un episodio de la serie de televisión Cybill. Posteriormente apareció en varias producciones de televisión, actuó como Phillip Chancellor IV en la telenovela The Young and the Restless en 1995 durante un corto período de tiempo, y fue elegido como el hijo del personaje de Michelle Pfeiffer en la película de 1996 One Fine Day. En 1997, Linz reemplazó a Macaulay Culkin como el actor principal en Home Alone 3, y dio vida a un joven Tarzán en la versión animada de la película de 1999.
Linz tuvo varios papeles protagónicos en películas del 2000 dirigidas a audiencias más jóvenes, incluyendo la comedia de 2001 Max Keeble's Big Move, en la que interpretó el papel principal; Race to Space de 2002, que recibió un pequeño lanzamiento teatral; y el tema musical Hanukkah de televisión para la película de Disney Channel en 2003: Full-Court Miracle, en la que jugó el papel principal en el equipo de baloncesto de una escuela judía.
Linz apareció en la comedia The Amateurs, protagonizada por Jeff Bridges. Apareció en 2007, en el corto Order Up como ayudante de camarero. Su crédito más reciente es en la película política Choose Connor como Owen Norris, junto a Steven Weber. En el 2008, Linz se retiró de la actuación para estudiar urbanismo.

## Filmografía
| Año  | Título                                                                | Rol                       | Notas                                |
| ---- | --------------------------------------------------------------------- | ------------------------- | ------------------------------------ |
| 2007 | Order Up                                                              | Busboy                    | Cortometraje                         |
| 2007 | Choose Connor                                                         | Owen Norris               |                                      |
| 2005 | The Amateurs                                                          | Billy                     |                                      |
| 2003 | Full-Court Miracle                                                    | Alex Schlotzky            | Película de televisión               |
| 2002 | Red Dragon                                                            | Young Dolarhyde (voice)   |                                      |
| 2001 | The Wacky Adventures of Ronald McDonald:Birthday World                | Franklin (voice)          | Cortometraje directo a VHS           |
| 2001 | Max Keeble's Big Move                                                 | Max Keeble                |                                      |
| 2001 | The Jennie Project                                                    | Andrew Archibald          | Película de televisión               |
| 2001 | The Wacky Adventures of Ronald McDonald:Have Time, Will Travel        | Franklin (voice)          | Cortometraje directo a VHS           |
| 2001 | Race to Space                                                         | Wilhelm "Billy" von Huber |                                      |
| 2000 | Bruno                                                                 | Bruno Battaglia           |                                      |
| 2000 | Titan A.E.                                                            | Young Cale Tucker (voice) |                                      |
| 2000 | Bounce                                                                | Scott Janello             |                                      |
| 1999 | The Wacky Adventures of Ronald McDonald:The Legend of Grimace Island  | Franklin (voice)          | Cortometraje directo a VHS           |
| 1999 | The Wacky Adventures of Ronald McDonald:The Visitors from Outer Space | Franklin (voice)          | Cortometraje directo a VHS           |
| 1999 | Tarzan                                                                | Young Tarzan (voice)      |                                      |
| 1999 | My Brother the Pig                                                    | Freud                     |                                      |
| 1998 | The Wacky Adventures of Ronald McDonald:Scared Silly                  | Franklin (voice)          | Cortometraje directo a VHS           |
| 1997 | Home Alone 3                                                          | Alex Pruitt               |                                      |
| 1996 | The Cable Guy                                                         | Tony                      | Sin acreditar                        |
| 1996 | One Fine Day                                                          | Sammy Parker              |                                      |
| 1995 | Lois & Clark: The New Adventures of Superman                          | Jesse                     | Temp 3 Cap 8: Chip Off The Old Clark |